# Jezioro Oleckie Wielkie
Jezioro Oleckie Wielkie (obocznie używana nazwa: Jezioro Olecko Wielkie, Olecko Duże, niem.: Grosser Oletzkoer See, Treuburger See) – jezioro w Polsce, położone na Pojezierzu Zachodniosuwalskim, w dorzeczu Legi. Jezioro zlokalizowane jest na terenie gminy i powiatu Olecko w województwie warmińsko-mazurskim. Nad zachodnim brzegiem jeziora leży miasto Olecko, nad wschodnim – wieś Możne.

## Charakterystyka
Typ sielawowy. Długość w linii północ-południe 4860 m, maksymalna szerokość 1110 m, głębokość maksymalna – 45,2 m, powierzchnia 227,3 ha. Zbiornik typu rynnowego o stokach stromych z wyjątkiem delty rzeki Legi i najwęższej, południowej części jeziora (Szyjka). Jezioro systematycznie zmniejsza swoją powierzchnię. Jezioro jest dobrze dostępne od strony Olecka, w innych miejscach otoczone lasem, o stromych brzegach. 
Wody jeziora mieszczą się w II klasie czystości. Dno piaszczyste, miejscami kamieniste, na znacznych odcinkach przybrzeżnych niedostępne do kąpieli z powodu roślinności przybrzeżnej. Jeszcze na początku lat 50. XX wieku jezioro zostało określone jako a-mezotroficzne, zawierające około 20% tlenu nad dnem, a przezroczystość wody mierzona 16 września 1951 r. wynosiła 3,5 m. Wyniki badań wód jeziora w roku 1987 oraz 1996 wykazały, że jest to jezioro eutroficzne i potwierdziły II klasę czystości wody.
Dorzecze: Lega, Ełk, Biebrza, Narew. Jezioro znajduje się w ciągu biegu rzeki Legi, która łącząc się z rzeką Ełk wpada do Biebrzy. Dzierżawca rybacki to Przedsiębiorstwo Rybackie PZW w Warszawie, ul. Twarda 42.

## Szata roślinna
Wstępne badania flory i zbiorowisk roślinnych przeprowadzono w 1983 roku i kontynuowano je w 1986 r. W tym okresie wyodrębniono cztery zespoły ramienic: Charetum fragilis, Charetum contrariae, Charetum rudis, Nitellopsidetum obtusae oraz dwa zespoły mchów wodnych: Fontinaletum antipyreticae i Platyhypnidietum rusciformis. 
Spośród zbiorowisk roślin naczyniowych stwierdzono występowanie fitocenoz 10 zespołów hydrofitów: Potametum pectinati, Ranunculetum circinati, Elodeetum canadensis, Ceratophylletum demersi, Myriophylletum spicati, Potametum lucentis, Potametum perfoliati, Potametum friesii, Nupharo-Nymphaeetum albae, Potametum natantis. W grupie zbiorowisk szuwarowych zidentyfikowano płaty 10 zespołów: Scirpetum lacustris, Typhetum angustifoliae, Eleocharitetum palustris, Equisetetum fluviatilis, Phragmitetum australis, Typhetum latifoliae, Acoretum calami, Glycerietum maximae, Caricetum acutiformis, Phalaridetum arundinaceae oraz jedno zbiorowisko z Alisma gramineum. 
Występujące rośliny: trzcina, sitowie jeziorne, pałka szeroko- i wąskolistna, moczarka kanadyjska, rdestnice, jaskier, wywłócznik i rogatek.

## Turystyka i wędkarstwo
Oleckie Wielkie jest jeziorem typu sielawowego. Występują w nim leszcz, lin, płoć, okoń, szczupak, wzdręga, stynka, ukleja, karp, troć, sum, jazgarz, węgorz i inne gatunki ryb. Ośrodki wypoczynkowe oraz wypożyczalnie sprzętu sportowego i wodnego mieszczą się głównie w Olecku. Jezioro jest początkiem trasy spływu kajakowego rzeką Legą.
Atrakcje turystyczne:
- Licząca 12 km trasa rowerowo-spacerowa wokół jeziora, nosząca nazwę "Wiewiórcza Ścieżka". Na trasie są ustawione tablice informacyjne, które opracowano na potrzeby ścieżki dydaktycznej. Są one pomocą w prowadzeniu lekcji przyrody dla dzieci i młodzieży.
- Strzeżona plaża o nazwie Skocznia, na której znajdują się bar, molo, skocznia, zjeżdżalnia wodna, pole do siatkówki plażowej, siedziba WOPR  i wypożyczalnia sprzętu wodnego.
- Smażalnie ryb.
- Skatepark.
- Strzeżona plaża, zwana potocznie Szyjką ze skocznią i wieżą ratowniczą.
- Dworek Mazurski: bar, plaża, skocznia do wody i pole do siatkówki plażowej.
- Amfiteatr.
- Pole namiotowe.
- "Dolina Pluskwianki" - trasa dydaktyczna o długości ok. 7 km, wiodąca przez doliny rzeki Pluskwianka, wzdłuż rzeki Możanka. Koniec trasy przy ujściu do Jeziora Oleckie Wielkie (opis trasy opracowano na podst. pracy A. Kozikowskiej i B. Taraszkiewicz oraz młodzieży z Zespołu Szkół w Babkach Oleckich).